# アニメV
『アニメV』 (AnimeV) は、学習研究社（現・学研ホールディングス、事業部門は学研パブリッシングに分割）から発行されていた日本の月刊アニメ雑誌。1985年創刊。1998年7月休刊。

## 概要
1985年に『アニメディア』の別冊として創刊された。創刊時の刊行ペースは隔月刊だったが、1年ほどで月刊化された。また、当初の判型はB5版だったが、創刊5周年記念号の1990年6月号よりB5ワイド版へと誌面が大型化された。
それまでアニメといえばTV放映作品か、その映画化作品のみであり、当時家庭用録画再生ができるVTRがやっと安価で各家庭に行き届き始めた、といったような状況の中、TV放映や映画館での上映を考えない、販売のみの作品としてOVAが出現した。これらの作品は『ダロス』等の完全オリジナル作品と『魔法の天使クリィミーマミ 永遠のワンスモア』などのTV作品の続編的な作品群とに大別された。これらのTV放映されない作品を専門に扱う雑誌として当誌は刊行された。
80年代後半から90年代初頭に掛けてのTVアニメ冬の時代はOVAが隆盛を誇り誌面を賑わせていたが、作品点数が増えて行くにつれて原作物が増えてくるなど作品内容が小粒化し、また製作委員会方式の導入でTVアニメの作品本数が増えていくと次第に状況が逆転し、OVAブームが過ぎ去ったことで作品点数が減ってしまい、雑誌としての寿命を終えた。
編集はもともと『アニメディア』の別冊であることから『アニメディア』の編集部員が担当していたが、のちに完全に分離して専門編集部となる。しかし編集部は別、とはいっても実際には同じ仕切りのないフロアーで隣同士に机が並べられているものであり、相互間でのやりとりは頻繁に行われていた。
編集部は当初、渋谷区のテナントビル一階にあり、月刊誌化後に行われた選抜読者による雑誌に対する意見やリクエストなどを行う読者からの意見会議に「ご意見番」としてくる読者などにも非常に好評であった。のちに編集部は五反田に移動となる。また編集部は『アニメディア』から忍足恵一、阿久津幸宏などが異動して編集長を勤めることになる。この当誌編集部には当時、まだ学研入社まもない織田信雄が一般編集部員として勤務していた。編集長の阿久津幸宏は過去に学研の科学の編集員を務めていた経歴があり、ご意見番として来た成人読者が過去に彼の編集していた科学を読んで育ったということを聞いて驚いてもいる。

## 歴史
- 1985年 - 創刊
- 1998年7月（8月号） - 休刊

事実上の後継誌は『Looker』。ただしこちらは1年と持たなかった。

## 歴代編集長
1. 忍足恵一
2. 阿久津幸宏

## アニメV出身者
- 元常連投稿者
  - 竹田裕一郎 -　当時はイラストの投稿の常連であった。現在は脚本家として活躍中。
  - 浅野智哉 -　文章の投稿の常連であった。現在は小説家として活躍中。
  - しまんだきよの - イラスト常連投稿者。現在は漫画家。